# Bocchigliero
Bocchigliero község (comune) Olaszország Calabria régiójában, Cosenza megyében.

## Fekvése
A megye keleti részén fekszik. Határai: Campana, Longobucco, Pietrapaola, San Giovanni in Fiore és Savelli.

## Története
Egyes történészi vélemények szerint a római Arintha helyén épült fel. Legrégebbi építészeti emléke egy 12. század elejéről származó kis templom, amelyet baziliánus szerzetesek építettek.

## Népessége
A népesség számának alakulása:

## Főbb látnivalói
- Palazzo Clausi
- Palazzo Bossio
- Palazzo Barrese
- Fontana Mulina
- Santa Maria dell’Assunta-templom
- San Rocco-templom
- San Leonardo-templom
- San Francesco di Paola-templom
- Madonna de Jesu-templom